# Anann
Anann – w mitologii irlandzkiej bogini-matka, czczona szczególnie w prowincji Munster w Irlandii. Nazwa bliźniaczych wzgórz Paps of Anu w hrabstwie Kerry pochodzi od jej imienia.
Zwiastowała nadchodzącą śmierć w czasie bitwy. Wraz z Badb i Machą tworzyły triumwirat bogiń wojny.